# 上沼真平
上沼 真平（かみぬま しんぺい、1947年〈昭和22年〉1月7日 - ）は、日本の元テレビプロデューサー、テレビディレクター。元関西テレビ常務取締役制作局長、メディアプルポ代表取締役会長。
難波秀哉らとともに、関西テレビの名プロデューサー的存在であった。
父は元毎日新聞論説委員の上沼健吉、妻はタレントの上沼恵美子、長男は上沼恵美子事務所スタッフの上沼星太郎、次男は構成作家のゆじぇーろ、義姉はタレントの芦川百々子、義兄はコメディアンの夢大作、その他親戚には俳優で司会者の峰竜太。

## 来歴
大阪府八尾市の出身。母方の祖父は弁護士で、姉が1人いる。
小学校を4回転校した後に、池田市立石橋小学校、大阪教育大学附属池田中学校、附属高校に進級できず大阪府立豊中高等学校卒業後、1965年4月、関西学院大学へ入学。1969年3月、同大卒業後の同年4月、関西テレビに入社。同期は新卒では、元同局代表取締役社長の千草宗一郎、元鹿児島テレビ代表取締役社長の荒田静彦、中途採用であるが、元アナウンサーの桑原征平、杉山一雄。
入社後は京都支局営業部で京都方面を2年間担当した後に、制作部へ異動。異動後は、ディレクター・プロデューサーとして多くの人気番組を制作した。土曜朝の生ワイド番組『土曜大好き!830』（フジテレビ系列全国ネット）では、プロデューサーとして桑原と板東英二を司会に起用したうえで、2人による海外取材企画を頻繁に実施。社会・国際問題をテーマに、ジャーナリズムの視点による取材企画・生中継をワイドショーへ盛り込む手法を得意にしていた。
1975年、自身の担当番組『日曜ドキドキパンチ』で、漫才コンビ『海原千里・万里』の「海原千里」として活動していた8歳下の橋本恵美子と出会い、1977年5月22日に大阪市北区のホテルプラザで挙式。仲人は制作部の上司夫妻。結納はなかった。親族・親類全員が反対する状況での結婚だった。恵美子の姉・芦川百々子も「真平さんは難しそうだから」と反対した。同年7月7日に入籍。恵美子はラスベガス→カウアイ島への新婚旅行を経て芸能界を一時引退。しかし、翌年に単独で結婚後の本名の「上沼恵美子」として芸能界へ復帰した。1978年に長男、1983年に次男が誕生。
2002年から開始した第1回、第2回R-1ぐらんぷり審査員、2003年に第1回M-1甲子園審査委員長。その間には、関西テレビの常務取締役制作局長や、メディアプルポの代表取締役会長を務めた。2008年1月、メディアプルポの会長職から退いたのを機に関西テレビを退職。退職以後は、フリーでテレビ制作の仕事はせずリタイア生活を送っている。

## 人物・エピソード
「専業主婦は耐えられない」と芸能界復帰を決めた妻の恵美子に対し、「（仕事をする範囲として）西は姫路、東は京都まで」との約束を持ちかけた。恵美子はこの約束を守り、仕事は基本的に在阪局に絞って行い、あまり在京局やローカル局では仕事をしないスタイルをとっている（これにより本格的な東京進出を断念している）。
恵美子が引き受ける仕事には基本的に反対の姿勢である。一方、恵美子がNHKより1994年の『第45回NHK紅白歌合戦』の紅組司会の打診を受けた際には「引き受けないと君が一生後悔するだろう」と応援の姿勢を示した（これが決め手となって恵美子は紅組司会を受諾）。
2014年1月12日放送の読売テレビ・中京テレビ『上沼・高田のクギズケ!』で恵美子が、「来世は東京に行きたい」「東京進出をしないのは、大阪の人と結婚したから。（東京に行ったら）別居になるやん。今度は東京の人と結婚したい!」「NHKから『大河ドラマ』の出演打診があったが、東京収録のため断った」「紅白の司会をした後、在京局から11本に及ぶレギュラー番組のオファーがあったが、夫を優先するため全て断った」と語った。
同じく「自分が定年退職となる時に一緒に仕事を辞めよう」との約束もしていたが、こちらは裏腹に真平の定年退職後も恵美子は仕事を続けている。恵美子は2014年7月20日放送の『クギズケ!』で「（真平の定年退職時）夫から『一緒にやめようね』って言われて。ちょっと待ってって言いました」「（仕事は）もういいじゃないか、一緒に世界旅行でもしようよという気持ちみたいだったんだけど、あたしはまだ未練があった。コンサートやるって言ったらいい顔はしません」と語っている。
現在（2013年時点）、長男が独立したことで恵美子と箕面市内の自宅で2人暮らしをしている。ところが真平と毎日顔を突き合わせる生活は、恵美子にとって大きなストレスの原因になったとされる（後述）。
2018年7月、恵美子と別居状態となる。
元々好奇心旺盛で定年退職後、暇ができたため、従来のゴルフに加え、ウクレレ、家庭菜園、俳句（俳号は真葉郎）「きゃんきゃんと　紫陽花トーク。昼下り」、キックボクシング、スペイン語、能面、バタフライ、絵画と、次々に新しい趣味に飛びついては恵美子を巻き込んだという。嫌気が差した恵美子は、レギュラーの仕事が立て込む週末になると、大阪市内の高級ホテルに1人で泊まるようになった。2015年12月18日放送の関西テレビ『快傑えみちゃんねる』で恵美子が、真平に別居を申し込んだところ、怒られたというエピソードを紹介した。マヨネーズ嫌いで、恵美子はマヨネーズ抜きのポテトサラダをつくる。恵美子と川中美幸の仲人を務める。

## 制作番組
- 日曜ドキドキパンチ
- エンドレスナイト（プロデュース）-　杉山が進行役を務めた番組で、上沼自身も「セクシー上沼」という肩書で登場。
- 爆笑寄席 （演出）
- ナイトパンチ（演出）
- 誰がカバやねんロックンロールショー （制作）
- 土曜大好き!830（プロデュース）
- 今夜はねむれナイト  （制作）- ダウンタウン（夫婦で好きな唯一のお笑い）のコーナーをつくる

## 著書

### 共著
- 沼さん 上沼健吉 追悼遺稿集 毎日新聞社員（上沼 真平／ 上沼 浜子 編、昭45. （毎日新聞局長） ）
- 犬も食わない 上沼さんちの夫婦げんか事件簿（上沼恵美子）2011年7月8日 学研プラス

## その他

### 映画
- ラビットマン物語（製作・総指揮）-関西テレビの人気番組『エンドレスナイト』から生まれたヒーロー映画。